# Bityla defigurata
Bityla defigurata là một loài bướm đêm trong họ Noctuidae.